# Cerkiew Świętych Cyryla i Metodego w Chełmie

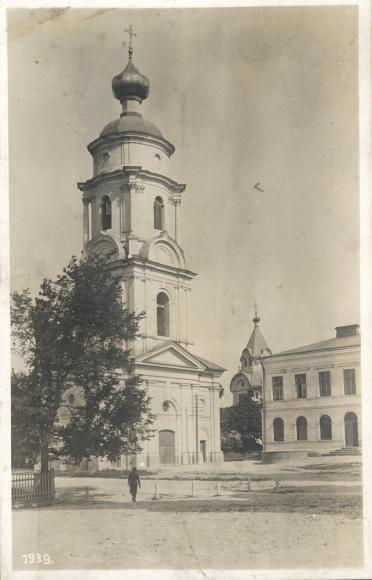
Lokalizacja cerkwi na Wysokiej Górce

Cerkiew Świętych Cyryla i Metodego – prawosławna cerkiew-pomnik wzniesiona z polecenia carskich władz Chełma w 1884.
Świątynia powstała w celu upamiętnienia dziesiątej rocznicy likwidacji unickiej diecezji chełmskiej w 1884. Autorem jej projektu był rosyjski architekt Wiktor Syczugow. Była usytuowana w najwyższym punkcie Wysokiej Górki w Chełmie.
W 1921 została rozebrana. Jej zniszczenie wpisywało się w kampanię usuwania z polskich miast budynków sakralnych zbudowanych przez władze carskie w celach rusyfikacji i propagowania prawosławia.

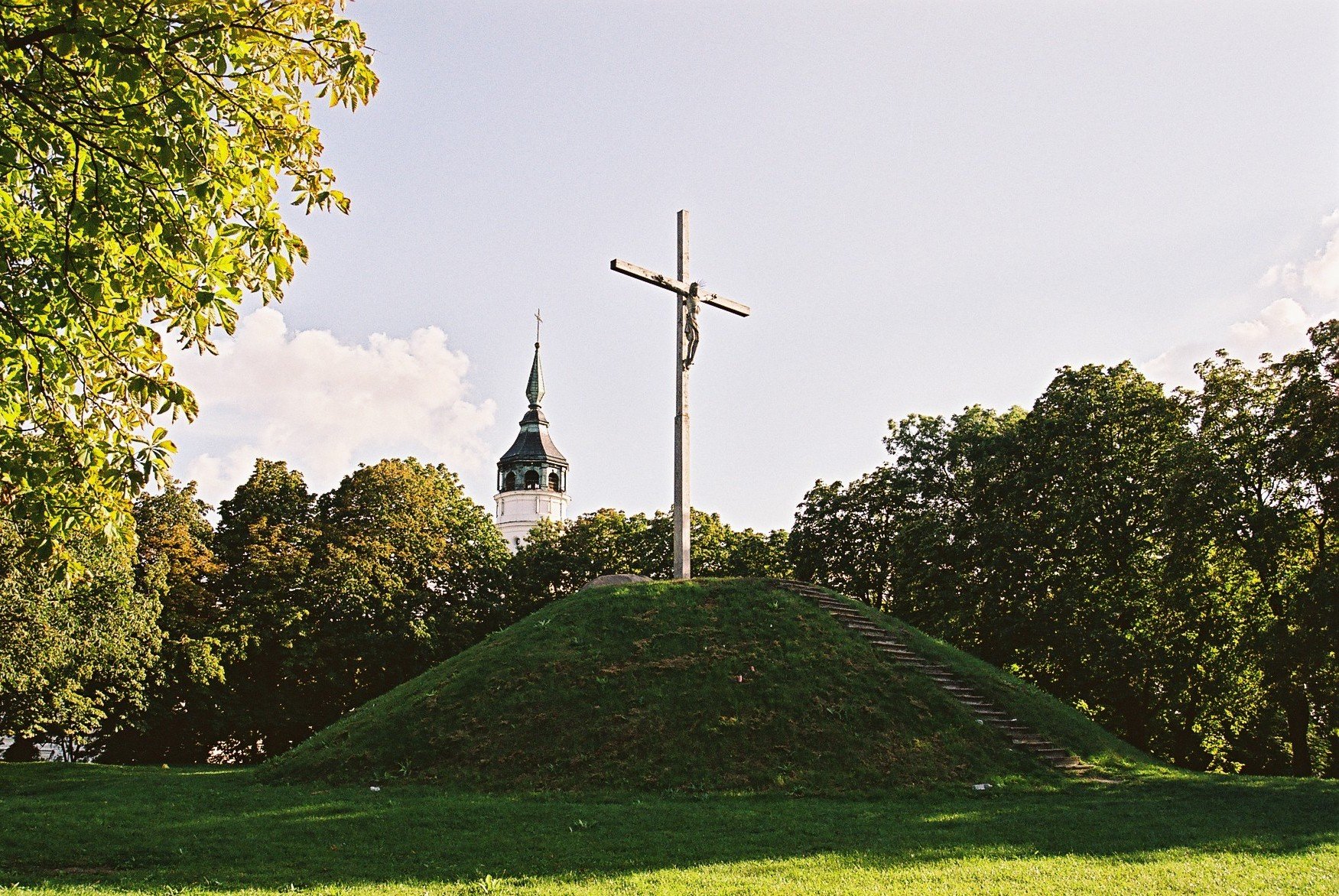
Widok miejsca po cerkwi